# Les Films du Cap
 (janvier 2024).
L'article doit être relu — et modifié si nécessaire — par des contributeurs indépendants pour apporter un regard critique aux contributions effectuées en violation des conditions d'utilisation de Wikipédia, tant sur la forme (notamment concernant le style encyclopédique, la proportionnalité) que sur le fond (la neutralité de point de vue, la qualité et l'indépendance des sources).
 (septembre 2023).
 (septembre 2023).
Les Films du Cap est une société de production indépendante, spécialisée dans la production de films pour le cinéma, créée fin 2009, par ses deux associés fondateurs, Jean Cottin et Laurent Taïeb. La société est désormais animée par son actionnaire unique Jean Cottin, depuis 2015, et se lance avec Fortune de France dans la production de séries audiovisuelles.

## Filmographie

### Cinéma
- 2010 : Il reste du jambon ? d'Anne Depétrini
- 2012 : En solitaire de Christophe Offenstein
- 2013 : Libre et assoupi de Benjamin Guedj
- 2014 : Le Temps des aveux de Régis Wargnier
- 2015 : Hibou de Ramzy Bedia
- 2016 : Le Petit Spirou de Nicolas Bary
- 2017 : Madame Mills, une voisine si parfaite de Sophie Marceau
- 2019 : Comme un seul homme d'Éric Bellion
- 2020 : Tendre et Saignant de Christopher Thompson
- 2021 : Cœurs vaillants de Mona Achache

### Télévision
- 2023 : Merci Patron ! de Maxime Charden et Cyril Tellenne: unitaire carte blanche à Sébastien Thoen (Canal +)
- 2023 : Fortune de France (une série 6x52') de Christopher Thompson pour France Télévisions, d'après l'œuvre de Robert Merle. En coproduction avec Renaud Le Van Kim (Together Media) et Christopher Thompson (MM Films), écrit par Christopher Thompson, Fabrice Roger-Lacan, en collaboration avec Baptiste Roger-Lacan.

### Plateformes
- 2022 : La Graine de Eloïse Lang